# Pedro Meoqui
28°16′13.872″N 105°28′53.231″V / 28.27052000°N 105.48145306°V
Pedro Meoqui er en by i den mexikanske delstat Chihuahua. Byen er administrativt center for kommunen Meoqui og byen befinder sig midt i delstaten, omtrent 70 kilometer syd for delstatshovedstaten Chihuahua og syv kilometer nord for Delicias.
Der boede 21 306 indbyggere i Pedro Meoqui i 2005.